# Værløse
Værløse (före 1990-talet: Lille Værløse) är en tätort i, och centralort för, Furesø kommun i Danmark. Den ligger i Köpenhamns storstadsområde, vid järnvägen Hareskovbanen. Orten har 13 127 invånare (2017) och låg före 2007 i Værløse kommun.
Rapgruppen Nik & Jay, som hade årets hit i Danmark 2003, kommer från orten.
Værløse är känt i Danmark främst genom väderleksrapporterna. Namnet kan tyckas låta som "Vejrlöse" vilket blir en sorts vits.